# 青森県道120号荒川青森停車場線

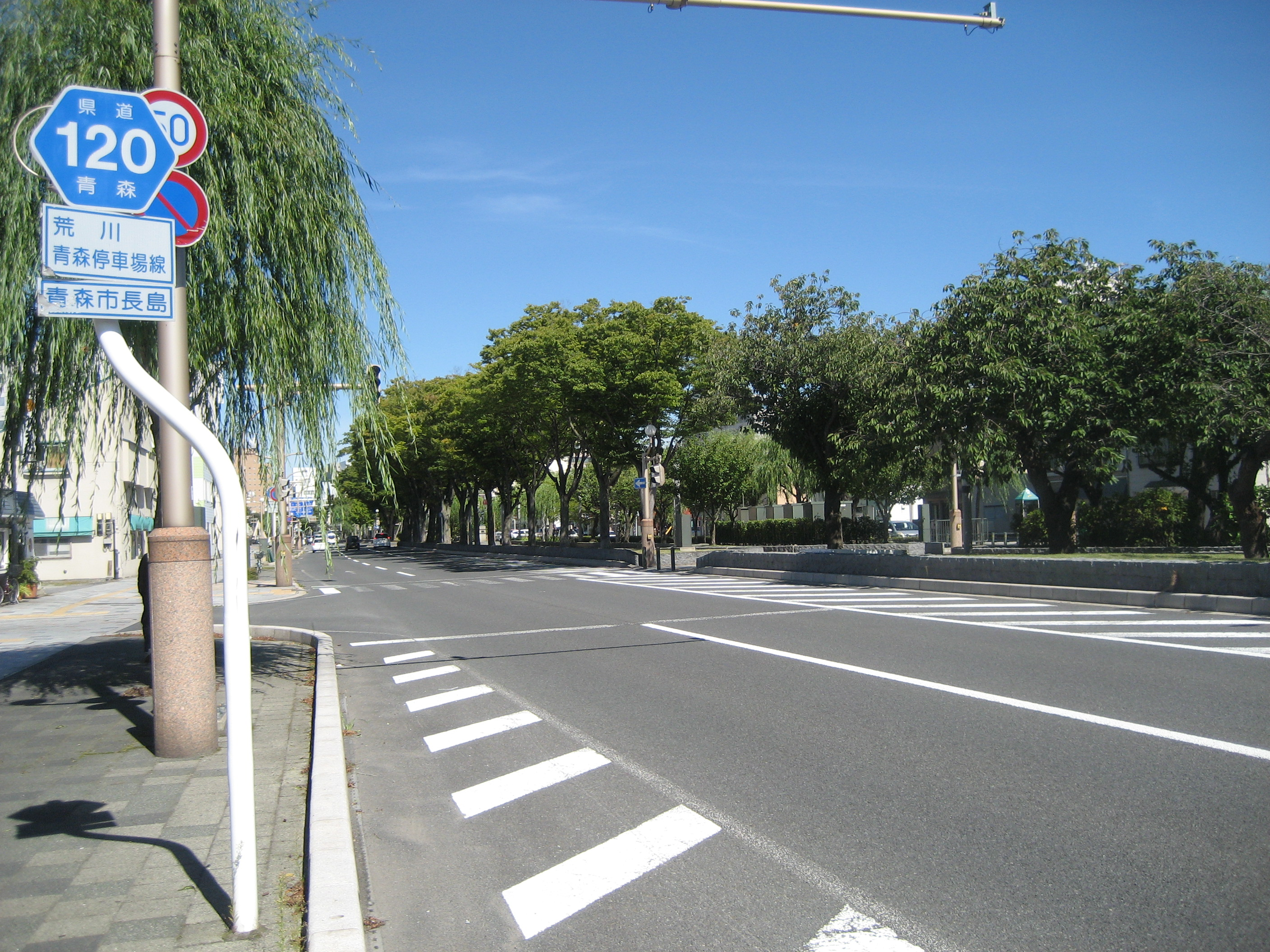
青森市長島付近

青森県道120号荒川青森停車場線（あおもりけんどう120ごう あらかわあおもりていしゃじょうせん）は、青森県青森市を通る一般県道である。

## 概要
この路線は青森市中心部から青森空港方面への短絡路線である。青森市古川1丁目から同市長島1丁目の区間は国道7号・国道4号と重複している。
青い森鉄道線・青森信号場（もとの青森操車場）をまたぐ青森中央大橋はこの路線の途中にある。
新町から古川の通称“昭和通り”は、国道7号から新町通りへの一方通行となっており、青森県道16号青森停車場線に重複して青森駅で終点となる。

### 路線データ
- 起点：青森市大字荒川[1]（青森県道27号青森浪岡線・青森県道44号青森環状野内線交点）
- 終点：青森停車場[1]

## 歴史
- 1961年（昭和36年）2月10日 - 県道に認定される[1]。

## 路線状況

### 重複区間
- 国道4号（青森市・国道柳町交差点 - 消防本部前交差点）
- 国道7号（青森市・消防本部前交差点 - 国道旭町通交差点）
- 青森県道16号青森停車場線（青森市新町１丁目 - 終点）

## 地理

### 交差する道路
- 青森県道27号青森浪岡線・青森県道44号青森環状野内線（起点）
- 国道7号青森環状道路
- 国道4号・青森県道16号青森停車場線（国道柳町交差点）
- 国道7号（消防本部前交差点 - 国道旭町通交差点）
- 青森県道16号青森停車場線（青森市新町）

## 沿線にある施設など

### 県道単独区間
- 青森朝日放送本社
- 青森市総合体育館
- 青森市立荒川小学校
- 青森刑務所
- 青森県立図書館・青森県近代文学館
- 青森県総合社会教育センター
- 青森自動車道青森中央IC
- 青森県農協会館
- ニトリ青森大野店
- あおもり協立病院
- 青森市立大野小学校
- 青森中央大橋
- 日本経済新聞社青森支局
- 日本生命青森支社
- 協同組合タッケン
- 青森センターホテル
  - 青森まちなか温泉
- THREE
- さくら野百貨店青森店

### 国道重複区間
- ハイパーホテル青森II
- 青森みちのく銀行 古川支店
- 岩手銀行 青森支店
- AIG損害保険青森支店
  - 日本航空 青森支店
- 青森中央消防署
- 青森県庁
- 青森市役所
- 青い森公園
- 青森法務合同庁舎（青森地方裁判所・青森地方検察庁）